# Lista foștilor membri ai Camerei Reprezentanților Statelor Unite ale Americii: S
Această este o listă a foștilor membri ai Camerei Reprezentanților Statelor Unite ale Americii al căror nume de familie începe cu litera S.
| Reprezentant                | Ani                                        | Stat           | Partid                        |
| --------------------------- | ------------------------------------------ | -------------- | ----------------------------- |
| Adolph J. Sabath            | 1907-1952                                  | Illinois       | Democrat                      |
| Alvah Sabin                 | 1853-1855                                  | Vermont        | Whig                          |
| Alvah Sabin                 | 1855-1857                                  | Vermont        | Opoziționist                  |
| Lorenzo Sabine              | 1852-1853                                  | Massachusetts  | Whig                          |
| Martin Olav Sabo            | 1979-2007                                  | Minnesota      | Democrat-Țărănist-Muncitoresc |
| William A. Sackett          | 1849-1853                                  | New York       | Whig                          |
| George G. Sadowski          | 1933-1939, 1943-1951                       | Michigan       | Democrat                      |
| Russell Sage                | 1853-1855                                  | New York       | Whig                          |
| Russell Sage                | 1855-1857                                  | New York       | Opoziționist                  |
| Pat Saiki                   | 1987-1991                                  | Hawaii         | Republican                    |
| Matt Salmon                 | 1995-2001                                  | Arizona        | Republican                    |
| William C. Salmon           | 1923-1925                                  | Tennessee      | Democrat                      |
| Leverett Saltonstall I      | 1838-1843                                  | Massachusetts  | Whig                          |
| Samuel C. Sample            | 1843-1845                                  | Indiana        | Whig                          |
| John C. Sanborn             | 1947-1951                                  | Idaho          | Republican                    |
| Harry Sandager              | 1939-1941                                  | Rhode Island   | Republican                    |
| Bernie Sanders              | 1991-2007                                  | Vermont        | Independent                   |
| James T. Sandford           | 1823-1825                                  | Tennessee      | Democrat-Republican           |
| Max Sandlin                 | 1997-2005                                  | Texas          | Democrat                      |
| Charles W. Sandman, Jr.     | 1967-1975                                  | New Jersey     | Republican                    |
| Mark Sanford                | 1995-2001                                  | South Carolina | Republican                    |
| James David Santini         | 1975-1983                                  | Nevada         | Democrat                      |
| Rick Santorum               | 1991-1995                                  | Pennsylvania   | Republican                    |
| Paul Sarbanes               | 1971-1977                                  | Maryland       | Democrat                      |
| Lansdale Sasscer            | 1939-1953                                  | Maryland       | Democrat                      |
| Edward Sauerhering          | 1895-1899                                  | Wisconsin      | Republican                    |
| Dalip Singh Saund           | 1957-1963                                  | California     | Democrat                      |
| Harry Sauthoff              | 1935-1939, 1941-1945                       | Wisconsin      | Progresist                    |
| Charles R. Savage           | 1945-1947                                  | Washington     | Democrat                      |
| Gus Savage                  | 1981-1993                                  | Illinois       | Democrat                      |
| John Houston Savage         | 1849-1853, 1855-1859                       | Tennessee      | Democrat                      |
| Harold S. Sawyer            | 1977-1985                                  | Michigan       | Republican                    |
| Lewis E. Sawyer             | 1923                                       | Arkansas       | Democrat                      |
| Philetus Sawyer             | 1865-1875                                  | Wisconsin      | Republican                    |
| Thomas C. Sawyer            | 1987-2003                                  | Ohio           | Democrat                      |
| Joe Scarborough             | 1995-2001                                  | Florida        | Republican                    |
| Henry C. Schadeberg         | 1961-1965, 1967-1971                       | Wisconsin      | Republican                    |
| Daniel Schaefer             | 1983-1999                                  | Colorado       | Republican                    |
| John C. Schafer             | 1923-1933, 1939-1941                       | Wisconsin      | Republican                    |
| Bob Schaffer                | 1997-2003                                  | Colorado       | Republican                    |
| Thomas D. Schall            | 1915-1925                                  | Minnesota      | Republican                    |
| Steven Schiff               | 1989-1998                                  | New Mexico     | Republican                    |
| Charles R. Schirm           | 1901-1903                                  | Maryland       | Republican                    |
| Claudine Schneider          | 1981-1991                                  | Rhode Island   | Republican                    |
| George J. Schneider         | 1923-1933                                  | Wisconsin      | Republican                    |
| George J. Schneider         | 1935-1939                                  | Wisconsin      | Progresist                    |
| Ed Schrock                  | 2001-2005                                  | Virginia       | Republican                    |
| Patricia Schroeder          | 1973-1997                                  | Colorado       | Democrat                      |
| Bill Schuette               | 1985-1991                                  | Michigan       | Republican                    |
| Charles Schumer             | 1981-1999                                  | New York       | Democrat                      |
| James Schureman             | 1789-1791                                  | New Jersey     | Pro-Administrație             |
| James Schureman             | 1797-1799, 1813-1815                       | New Jersey     | Federalist                    |
| George B. Schwabe           | 1945-1949, 1951-1952                       | Oklahoma       | Republican                    |
| Joe Schwarz                 | 2005-2007                                  | Michigan       | Republican                    |
| Charles Frederick Scott     | 1901-1911                                  | Kansas         | Republican                    |
| Frank D. Scott              | 1915-1927                                  | Michigan       | Republican                    |
| Lon A. Scott                | 1921-1923                                  | Tennessee      | Republican                    |
| Ralph James Scott           | 1957-1967                                  | North Carolina | Democrat                      |
| Thomas Scott                | 1789-1791, 1793-1795                       | Pennsylvania   | Pro-Administrație             |
| Errett P. Scrivner          | 1943-1959                                  | Kansas         | Republican                    |
| James G. Scrugham           | 1933-1942                                  | Nevada         | Democrat                      |
| William J. Sears            | 1915-1929, 1933-1937                       | Florida        | Democrat                      |
| Willis G. Sears             | 1923-1931                                  | Nebraska       | Republican                    |
| Keith Sebelius              | 1969-1981                                  | Kansas         | Republican                    |
| Theodore Sedgwick           | 1789-1796, 1799-1801                       | Massachusetts  | Federalist                    |
| Julius Hawley Seelye        | 1875-1877                                  | Massachusetts  | Independent                   |
| Shelley Sekula-Gibbs        | 2006-2007                                  | Texas          | Republican                    |
| Harry H. Seldomridge        | 1913-1915                                  | Colorado       | Democrat                      |
| Sam R. Sells                | 1911-1921                                  | Tennessee      | Republican                    |
| Conrad Selvig               | 1927-1933                                  | Minnesota      | Republican                    |
| Benedict Joseph Semmes      | 1829-1833                                  | Maryland       | Național Republican           |
| Joshua Seney                | 1789-1792                                  | Maryland       | Anti-Administrație            |
| George F. Senner, Jr.       | 1963-1967                                  | Arizona        | Democrat                      |
| William T. Senter           | 1843-1845                                  | Tennessee      | Whig                          |
| John Sevier                 | 1790-1791                                  | North Carolina | Pro-Administrație             |
| John Sevier                 | 1811-1815                                  | Tennessee      | Democrat-Republican           |
| Charles S. Sewall           | 1832-1833, 1843                            | Maryland       | Democrat                      |
| Henry W. Seymour            | 1888-1889                                  | Michigan       | Republican                    |
| Paul W. Shafer              | 1937-1954                                  | Michigan       | Republican                    |
| John F. Shafroth            | 1895-1897                                  | Colorado       | Republican                    |
| John F. Shafroth            | 1897-1903                                  | Colorado       | Silver Republican             |
| John F. Shafroth            | 1903-1904                                  | Colorado       | Democrat                      |
| Ashton C. Shallenberger     | 1901-1903, 1915-1919, 1923-1929, 1931-1935 | Nebraska       | Democrat                      |
| Phil Sharp                  | 1975-1995                                  | Indiana        | Democrat                      |
| E. Clay Shaw, Jr.           | 1981-2007                                  | Florida        | Republican                    |
| Frank Thomas Shaw           | 1885-1889                                  | Maryland       | Democrat                      |
| George B. Shaw              | 1893-1894                                  | Wisconsin      | Republican                    |
| Samuel Shaw                 | 1808-1813                                  | Vermont        | Democrat-Republican           |
| William Paine Sheffield     | 1861-1863                                  | Rhode Island   | Unionist                      |
| William Paine Sheffield     | 1909-1911                                  | Rhode Island   | Republican                    |
| Richard Shelby              | 1979-1987                                  | Alabama        | Democrat                      |
| Carlos D. Shelden           | 1897-1903                                  | Michigan       | Republican                    |
| Karen Shepherd              | 1993-1995                                  | Utah           | Democrat                      |
| Upton Sheredine             | 1791-1793                                  | Maryland       | Anti-Administrație            |
| James S. Sherman            | 1887-1891, 1893-1909                       | New York       | Republican                    |
| Roger Sherman               | 1789-1791                                  | Connecticut    | Pro-Administrație             |
| Don Sherwood                | 1999-2007                                  | Pennsylvania   | Republican                    |
| Samuel B. Sherwood          | 1817-1819                                  | Connecticut    | Federalist                    |
| George K. Shiel             | 1861-1863                                  | Oregon         | Democrat                      |
| Ebenezer J. Shields         | 1835-1837                                  | Tennessee      | Național Republican           |
| Ebenezer J. Shields         | 1837-1839                                  | Tennessee      | Whig                          |
| Benjamin F. Shively         | 1884-1885                                  | Indiana        | Anti-Monopolist               |
| Benjamin F. Shively         | 1887-1893                                  | Indiana        | Democrat                      |
| Francis Shoemaker           | 1933-1935                                  | Minnesota      | Țărănist-Muncitoresc          |
| Don L. Short                | 1959-1965                                  | North Dakota   | Republican                    |
| Richard G. Shoup            | 1971-1975                                  | Montana        | Republican                    |
| Jouett Shouse               | 1915-1919                                  | Kansas         | Democrat                      |
| Jacob Shower                | 1853-1855                                  | Maryland       | Democrat                      |
| Ronnie Shows                | 1999-2003                                  | Mississippi    | Democrat                      |
| Garner E. Shriver           | 1961-1977                                  | Kansas         | Republican                    |
| Bud Shuster                 | 1973-2001                                  | Pennsylvania   | Republican                    |
| Carlton R. Sickles          | 1963-1967                                  | Maryland       | Democrat                      |
| Daniel E. Sickles           | 1857-1861, 1893-1895                       | New York       | Democrat                      |
| Robert L. F. Sikes          | 1941-1944, 1945-1979                       | Florida        | Democrat                      |
| Gerry Sikorski              | 1983-1993                                  | Minnesota      | Democrat-Țărănist-Muncitoresc |
| Mark D. Siljander           | 1981-1987                                  | Michigan       | Republican                    |
| Peter Silvester             | 1789-1793                                  | New York       | Pro-Administrație             |
| Robert G. Simmons           | 1923-1933                                  | Nebraska       | Republican                    |
| Robert R. Simmons           | 2001-2007                                  | Connecticut    | Republican                    |
| Albert G. Simms             | 1929-1931                                  | New Mexico     | Republican                    |
| Charles B. Simonton         | 1879-1883                                  | Tennessee      | Democrat                      |
| Jerry Simpson               | 1891-1895, 1897-1899                       | Kansas         | Populist                      |
| Thetus W. Sims              | 1897-1921                                  | Tennessee      | Democrat                      |
| James H. Sinclair           | 1919-1935                                  | North Dakota   | Republican                    |
| Thomas Sinnickson           | 1789-1791, 1797-1799                       | New Jersey     | Federalist                    |
| Thomas Sinnickson           | 1828-1829                                  | New Jersey     | Național Republican           |
| Nicholas J. Sinnott         | 1913-1928                                  | Oregon         | Republican                    |
| Norman Sisisky              | 1983-2001                                  | Virginia       | Democrat                      |
| David Skaggs                | 1987-1999                                  | Colorado       | Democrat                      |
| Joe Skeen                   | 1981-2003                                  | New Mexico     | Republican                    |
| Richard Skinner             | 1813-1815                                  | Vermont        | Democrat-Republican           |
| Joe Skubitz                 | 1963-1978                                  | Kansas         | Republican                    |
| William Slade               | 1831-1837                                  | Vermont        | Anti-Masonic                  |
| William Slade               | 1837-1843                                  | Vermont        | Whig                          |
| James H. Slater             | 1871-1873                                  | Oregon         | Democrat                      |
| Jim Slattery                | 1983-1995                                  | Kansas         | Democrat                      |
| William F. Slemons          | 1875-1881                                  | Arkansas       | Democrat                      |
| A. Scott Sloan              | 1861-1863                                  | Wisconsin      | Republican                    |
| Charles Henry Sloan         | 1911-1919, 1929-1931                       | Nebraska       | Republican                    |
| Ithamar C. Sloan            | 1863-1867                                  | Wisconsin      | Republican                    |
| Frank Small, Jr.            | 1953-1955                                  | Maryland       | Republican                    |
| Robert Smalls               | 1875-1879, 1882-1883, 1884-1887            | South Carolina | Republican                    |
| George Smathers             | 1947-1951                                  | Florida        | Democrat                      |
| Addison T. Smith            | 1913-1933                                  | Idaho          | Republican                    |
| Albert Smith                | 1839-1841                                  | Maine          | Democrat                      |
| Albert L. Smith, Jr.        | 1981-1983                                  | Alabama        | Republican                    |
| Bernard Smith               | 1819-1821                                  | New Jersey     | Democrat-Republican           |
| Caleb Blood Smith           | 1843-1849                                  | Indiana        | Whig                          |
| Charles Brooks Smith        | 1890-1891                                  | West Virginia  | Republican                    |
| Clyde Smith                 | 1937-1940                                  | Maine          | Republican                    |
| Denny Smith                 | 1981-1991                                  | Oregon         | Republican                    |
| Francis O. J. Smith         | 1833-1839                                  | Maine          | Democrat                      |
| Frank E. Smith              | 1951-1962                                  | Mississippi    | Democrat                      |
| Frank Owens Smith           | 1913-1915                                  | Maryland       | Democrat                      |
| Frederick C. Smith          | 1939-1951                                  | Ohio           | Republican                    |
| George Luke Smith           | 1873-1875                                  | Louisiana      | Republican                    |
| George Ross Smith           | 1913-1917                                  | Minnesota      | Republican                    |
| Gomer Griffith Smith        | 1937-1939                                  | Oklahoma       | Democrat                      |
| H. Allen Smith              | 1957-1973                                  | California     | Republican                    |
| Henry Smith                 | 1887-1889                                  | Wisconsin      | Muncitoresc                   |
| Henry C. Smith              | 1899-1903                                  | Michigan       | Republican                    |
| Hezekiah B. Smith           | 1879-1881                                  | New Jersey     | Democrat                      |
| Hiram Y. Smith              | 1884-1885                                  | Iowa           | Republican                    |
| Howard W. Smith             | 1931-1967                                  | Virginia       | Democrat                      |
| Isaac Smith                 | 1795-1797                                  | New Jersey     | Federalist                    |
| Israel Smith                | 1791-1795                                  | Vermont        | Anti-Administrație            |
| Israel Smith                | 1795-1797, 1801-1803                       | Vermont        | Democrat-Republican           |
| J. Hyatt Smith              | 1881-1883                                  | New York       | Independent                   |
| J. Joseph Smith             | 1935-1941                                  | Connecticut    | Democrat                      |
| James Strudwick Smith       | 1817-1821                                  | North Carolina | Democrat-Republican           |
| James Vernon Smith          | 1967-1969                                  | Oklahoma       | Republican                    |
| Joe L. Smith                | 1929-1945                                  | West Virginia  | Democrat                      |
| John Smith                  | 1839-1841                                  | Vermont        | Democrat                      |
| John Armstrong Smith        | 1869-1873                                  | Ohio           | Republican                    |
| John Cotton Smith           | 1800-1806                                  | Connecticut    | Federalist                    |
| John M. C. Smith            | 1911-1921, 1921-1923                       | Michigan       | Republican                    |
| John Quincy Smith           | 1873-1875                                  | Ohio           | Republican                    |
| John Walter Smith           | 1899-1900                                  | Maryland       | Democrat                      |
| Joseph S. Smith             | 1869-1871                                  | Oregon         | Democrat                      |
| Josiah Smith                | 1801-1803                                  | Massachusetts  | Democrat-Republican           |
| Larkin I. Smith             | 1989                                       | Mississippi    | Republican                    |
| Lawrence H. Smith           | 1941-1958                                  | Wisconsin      | Republican                    |
| Lawrence J. Smith           | 1983-1993                                  | Florida        | Democrat                      |
| Linda Smith                 | 1995-1999                                  | Washington     | Republican                    |
| Madison R. Smith            | 1907-1909                                  | Missouri       | Democrat                      |
| Margaret Chase Smith        | 1940-1949                                  | Maine          | Republican                    |
| Martin F. Smith             | 1933-1943                                  | Washington     | Democrat                      |
| Nathaniel Smith             | 1795-1799                                  | Connecticut    | Federalist                    |
| Neal Smith                  | 1959-1995                                  | Iowa           | Democrat                      |
| Nick Smith                  | 1993-2005                                  | Michigan       | Republican                    |
| O'Brien Smith               | 1805-1807                                  | South Carolina | Democrat-Republican           |
| Oliver H. Smith             | 1827-1829                                  | Indiana        | Democrat                      |
| Peter Plympton Smith        | 1989-1991                                  | Vermont        | Republican                    |
| Robert Freeman Smith        | 1983-1995, 1997-1999                       | Oregon         | Republican                    |
| Samuel Smith                | 1793-1795                                  | Maryland       | Anti-Administrație            |
| Samuel Smith                | 1795-1803, 1816-1822                       | Maryland       | Democrat-Republican           |
| Samuel Axley Smith          | 1853-1859                                  | Tennessee      | Democrat                      |
| Samuel William Smith        | 1897-1915                                  | Michigan       | Republican                    |
| Sylvester C. Smith          | 1905-1913                                  | California     | Republican                    |
| Thomas Smith                | 1839-1841, 1843-1847                       | Indiana        | Democrat                      |
| Thomas Alexander Smith      | 1905-1907                                  | Maryland       | Democrat                      |
| Thomas Vernor Smith         | 1939-1941                                  | Illinois       | Democrat                      |
| Truman Smith                | 1839-1843, 1845-1849                       | Connecticut    | Whig                          |
| Virginia Smith              | 1975-1991                                  | Nebraska       | Republican                    |
| Walter I. Smith             | 1900-1911                                  | Iowa           | Republican                    |
| William Smith               | 1789-1791                                  | Maryland       | Anti-Administrație            |
| William Smith               | 1797-1799                                  | South Carolina | Democrat-Republican           |
| William "Extra Billy" Smith | 1841-1843, 1853-1861                       | Virginia       | Democrat                      |
| William Alden Smith         | 1895-1907                                  | Michigan       | Republican                    |
| William Alexander Smith     | 1873-1875                                  | North Carolina | Republican                    |
| William Ephraim Smith       | 1875-1881                                  | Georgia        | Democrat                      |
| William Jay Smith           | 1869-1871                                  | Tennessee      | Republican                    |
| William L. Smith            | 1789-1795                                  | South Carolina | Pro-Administrație             |
| William L. Smith            | 1795-1797                                  | South Carolina | Federalist                    |
| William N. H. Smith         | 1859-1861                                  | North Carolina | Opoziționist                  |
| William S. Smith            | 1813-1815                                  | New York       | Federalist                    |
| Wint Smith                  | 1947-1961                                  | Kansas         | Republican                    |
| Worthington C. Smith        | 1867-1873                                  | Vermont        | Republican                    |
| Nathaniel B. Smithers       | 1863-1865                                  | Delaware       | Unionist                      |
| John H. Smithwick           | 1919-1927                                  | Florida        | Democrat                      |
| William Henry Sneed         | 1855-1857                                  | Tennessee      | American                      |
| Bertrand Snell              | 1915-1939                                  | New York       | Republican                    |
| Samuel Snider               | 1889-1891                                  | Minnesota      | Republican                    |
| Charles E. Snodgrass        | 1899-1903                                  | Tennessee      | Democrat                      |
| Henry C. Snodgrass          | 1891-1895                                  | Tennessee      | Democrat                      |
| Horace G. Snover            | 1895-1899                                  | Michigan       | Republican                    |
| Vince Snowbarger            | 1997-1999                                  | Kansas         | Republican                    |
| Oliver P. Snyder            | 1871-1875                                  | Arkansas       | Republican                    |
| Mike Sodrel                 | 2005-2007                                  | Indiana        | Republican                    |
| Augustus R. Sollers         | 1841-1843, 1853-1855                       | Maryland       | Whig                          |
| Peter J. Somers             | 1893-1895                                  | Wisconsin      | Democrat                      |
| John B. Sosnowski           | 1925-1927                                  | Michigan       | Republican                    |
| Burleigh F. Spalding        | 1899-1901, 1903-1905                       | North Dakota   | Republican                    |
| George Spalding             | 1895-1899                                  | Michigan       | Republican                    |
| Stephen M. Sparkman         | 1895-1917                                  | Florida        | Democrat                      |
| Charles I. Sparks           | 1929-1933                                  | Kansas         | Republican                    |
| Oliver L. Spaulding         | 1881-1883                                  | Michigan       | Republican                    |
| Gladys Spellman             | 1975-1981                                  | Maryland       | Democrat                      |
| Floyd Spence                | 1971-2001                                  | South Carolina | Republican                    |
| John S. Spence              | 1823-1825                                  | Maryland       | Democrat-Republican           |
| John S. Spence              | 1831-1833                                  | Maryland       | Național Republican           |
| Thomas Ara Spence           | 1843-1845                                  | Maryland       | Whig                          |
| Richard Spencer             | 1829-1831                                  | Maryland       | Democrat                      |
| Henry J. Spooner            | 1881-1891                                  | Rhode Island   | Republican                    |
| William Sprague             | 1835-1837                                  | Rhode Island   | Whig                          |
| William Sprague             | 1849-1851                                  | Michigan       | Whig                          |
| Michael C. Sprigg           | 1827-1831                                  | Maryland       | Democrat                      |
| Richard Sprigg, Jr.         | 1796-1799, 1801-1802                       | Maryland       | Democrat-Republican           |
| Thomas Sprigg               | 1793-1795                                  | Maryland       | Anti-Administrație            |
| Thomas Sprigg               | 1795-1797                                  | Maryland       | Democrat-Republican           |
| William H. Sproul           | 1923-1931                                  | Kansas         | Republican                    |
| Fernand St. Germain         | 1961-1989                                  | Rhode Island   | Democrat                      |
| Debbie Stabenow             | 1997-2001                                  | Michigan       | Democrat                      |
| Edward J. Stack             | 1979-1981                                  | Florida        | Democrat                      |
| Neil Staebler               | 1963-1965                                  | Michigan       | Democrat                      |
| Robert Stafford             | 1961-1971                                  | Vermont        | Republican                    |
| William H. Stafford         | 1903-1911, 1913-1919, 1921-1923, 1929-1933 | Wisconsin      | Republican                    |
| Harley Orrin Staggers       | 1949-1981                                  | West Virginia  | Democrat                      |
| Lynn E. Stalbaum            | 1965-1967                                  | Wisconsin      | Democrat                      |
| Richard H. Stallings        | 1985-1993                                  | Idaho          | Democrat                      |
| James I. Standifer          | 1823-1825                                  | Tennessee      | Democrat-Republican           |
| James I. Standifer          | 1829-1835                                  | Tennessee      | Democrat                      |
| James I. Standifer          | 1835-1837                                  | Tennessee      | Național Republican           |
| James I. Standifer          | 1837                                       | Tennessee      | Whig                          |
| Arlan Stangeland            | 1977-1991                                  | Minnesota      | Republican                    |
| Frederick P. Stanton        | 1845-1855                                  | Tennessee      | Democrat                      |
| Joseph Stanton, Jr.         | 1801-1807                                  | Rhode Island   | Democrat-Republican           |
| William L. Stark            | 1897-1903                                  | Nebraska       | Populist                      |
| Frank Starkey               | 1945-1947                                  | Minnesota      | Democrat-Țărănist-Muncitoresc |
| Tom Steed                   | 1949-1981                                  | Oklahoma       | Democrat                      |
| John Steele                 | 1790-1793                                  | North Carolina | Pro-Administrație             |
| John Nevett Steele          | 1834-1837                                  | Maryland       | Național Republican           |
| Halvor Steenerson           | 1903-1923                                  | Minnesota      | Republican                    |
| Newton Steers               | 1977-1979                                  | Maryland       | Republican                    |
| Karl Stefan                 | 1935-1951                                  | Nebraska       | Republican                    |
| Sam Steiger                 | 1967-1977                                  | Arizona        | Republican                    |
| William A. Steiger          | 1967-1978                                  | Wisconsin      | Republican                    |
| Charles Stenholm            | 1979-2005                                  | Texas          | Democrat                      |
| Alexander Stephens          | 1843-1851                                  | Georgia        | Whig                          |
| Alexander Stephens          | 1851-1853                                  | Georgia        | Unionist                      |
| Alexander Stephens          | 1853-1855                                  | Georgia        | Whig                          |
| Alexander Stephens          | 1855-1859, 1873-1882                       | Georgia        | Democrat                      |
| Dan V. Stephens             | 1911-1919                                  | Nebraska       | Democrat                      |
| Isaac Stephenson            | 1883-1889                                  | Wisconsin      | Republican                    |
| Samuel M. Stephenson        | 1889-1897                                  | Michigan       | Republican                    |
| Samuel Sterett              | 1791-1793                                  | Maryland       | Anti-Administrație            |
| Ansel Sterling              | 1821-1825                                  | Connecticut    | Democrat-Republican           |
| Frederick Stevens           | 1897-1915                                  | Minnesota      | Republican                    |
| Hestor L. Stevens           | 1853-1855                                  | Michigan       | Democrat                      |
| James Stevens               | 1819-1821                                  | Connecticut    | Democrat-Republican           |
| Thaddeus Stevens            | 1849-1853                                  | Pennsylvania   | Whig                          |
| Thaddeus Stevens            | 1859-1868                                  | Pennsylvania   | Republican                    |
| Adlai E. Stevenson          | 1875-1877, 1879-1881                       | Illinois       | Democrat                      |
| William H. Stevenson        | 1941-1949                                  | Wisconsin      | Republican                    |
| Alexander Stewart           | 1895-1901                                  | Wisconsin      | Republican                    |
| J. George Stewart           | 1935-1937                                  | Delaware       | Republican                    |
| Jacob H. Stewart            | 1877-1879                                  | Minnesota      | Republican                    |
| James Augustus Stewart      | 1855-1861                                  | Maryland       | Democrat                      |
| John Wolcott Stewart        | 1883-1891                                  | Vermont        | Republican                    |
| Paul Stewart                | 1943-1947                                  | Oklahoma       | Democrat                      |
| William G. Stigler          | 1944-1952                                  | Oklahoma       | Democrat                      |
| Walter R. Stiness           | 1915-1923                                  | Rhode Island   | Republican                    |
| K. William Stinson          | 1963-1965                                  | Washington     | Republican                    |
| Henry Stockbridge, Jr.      | 1889-1891                                  | Maryland       | Republican                    |
| David Stockman              | 1977-1981                                  | Michigan       | Republican                    |
| Lowell Stockman             | 1943-1953                                  | Oregon         | Republican                    |
| Ebenezer Stoddard           | 1821-1825                                  | Connecticut    | Național Republican           |
| John Truman Stoddert        | 1833-1835                                  | Maryland       | Democrat                      |
| Louis Stokes                | 1969-1999                                  | Ohio           | Democrat                      |
| William B. Stokes           | 1859-1861                                  | Tennessee      | Opoziționist                  |
| William B. Stokes           | 1866-1871                                  | Tennessee      | Republican                    |
| Frederick Stone             | 1867-1871                                  | Maryland       | Democrat                      |
| John W. Stone               | 1877-1881                                  | Michigan       | Republican                    |
| Michael J. Stone            | 1789-1791                                  | Maryland       | Anti-Administrație            |
| Ulysses S. Stone            | 1929-1931                                  | Oklahoma       | Republican                    |
| William Stone               | 1837-1839                                  | Tennessee      | Whig                          |
| William L. Stoughton        | 1869-1873                                  | Michigan       | Republican                    |
| Byron G. Stout              | 1891-1893                                  | Michigan       | Democrat                      |
| Lansing Stout               | 1859-1861                                  | Oregon         | Democrat                      |
| Tom Stout                   | 1913-1917                                  | Montana        | Democrat                      |
| Horace B. Strait            | 1873-1879, 1881-1887                       | Minnesota      | Republican                    |
| Mike Strang                 | 1985-1987                                  | Colorado       | Republican                    |
| Randolph Strickland         | 1869-1871                                  | Michigan       | Republican                    |
| Ted Strickland              | 1993-1995, 1997-2007                       | Ohio           | Democrat                      |
| Douglas R. Stringfellow     | 1953-1955                                  | Utah           | Republican                    |
| Jesse Burr Strode           | 1895-1899                                  | Nebraska       | Republican                    |
| James G. Strong             | 1919-1933                                  | Kansas         | Republican                    |
| William Strong              | 1811-1815, 1819-1821                       | Vermont        | Democrat-Republican           |
| Charles E. Stuart           | 1847-1849, 1851-1853                       | Michigan       | Democrat                      |
| David Stuart                | 1853-1855                                  | Michigan       | Democrat                      |
| Philip Stuart               | 1811-1819                                  | Maryland       | Federalist                    |
| Bob Stump                   | 1977-1981                                  | Arizona        | Democrat                      |
| Bob Stump                   | 1981-2003                                  | Arizona        | Republican                    |
| Herman Stump                | 1889-1893                                  | Maryland       | Democrat                      |
| Jonathan Sturges            | 1789-1793                                  | Connecticut    | Pro-Administrație             |
| Lewis B. Sturges            | 1805-1817                                  | Connecticut    | Federalist                    |
| Maurice J. Sullivan         | 1943-1945                                  | Nevada         | Democrat                      |
| John W. Summers             | 1919-1933                                  | Washington     | Republican                    |
| Daniel H. Sumner            | 1883-1885                                  | Wisconsin      | Democrat                      |
| Thomas Sumter               | 1789-1793                                  | South Carolina | Anti-Administrație            |
| Thomas Sumter               | 1797-1801                                  | South Carolina | Democrat-Republican           |
| Thomas De Lage Sumter       | 1839-1843                                  | South Carolina | Democrat                      |
| Don Sundquist               | 1983-1995                                  | Tennessee      | Republican                    |
| John E. Sununu              | 1997-2003                                  | New Hampshire  | Republican                    |
| George Sutherland           | 1901-1903                                  | Utah           | Republican                    |
| Jabez G. Sutherland         | 1871-1873                                  | Michigan       | Democrat                      |
| Roderick D. Sutherland      | 1897-1901                                  | Nebraska       | Populist                      |
| James Patrick Sutton        | 1949-1955                                  | Tennessee      | Democrat                      |
| Fletcher B. Swank           | 1921-1929, 1931-1935                       | Oklahoma       | Democrat                      |
| Thomas Swann                | 1869-1879                                  | Maryland       | Democrat                      |
| John E. Sweeney             | 1999-2007                                  | New York       | Republican                    |
| Edwin F. Sweet              | 1911-1913                                  | Michigan       | Democrat                      |
| John Hyde Sweet             | 1940-1941                                  | Nebraska       | Republican                    |
| Willis Sweet                | 1890-1895                                  | Idaho          | Republican                    |
| Al Swift                    | 1979-1995                                  | Washington     | Democrat                      |
| Benjamin Swift              | 1827-1831                                  | Vermont        | Național Republican           |
| Zephaniah Swift             | 1793-1795                                  | Connecticut    | Pro-Administrație             |
| Zephaniah Swift             | 1795-1797                                  | Connecticut    | Federalist                    |
| Charles Swindall            | 1920-1921                                  | Oklahoma       | Republican                    |
| George G. Symes             | 1885-1889                                  | Colorado       | Republican                    |
| Steve Symms                 | 1973-1981                                  | Idaho          | Republican                    |
| Mike Synar                  | 1979-1995                                  | Oklahoma       | Democrat                      |